# Pedro Carranza López
Pedro Nicolás Carranza López (Chimbote, 21 de septiembre de 1943) es un político peruano. Fue alcalde del distrito de Nepeña, desde enero del 2019 hasta diciembre del 2022, y diputado por Áncash en el breve periodo 1990-1992.

## Biografía
Nació en Chimbote, el 21 de septiembre de 1943.
Cursó sus estudios primarios en la localidad de Nepeña y los secundarios en la Gran Unidad Escolar José María Eguren del distrito de Barranco en la ciudad de Lima sin llegar a culminarlos.

## Carrera política

### Diputado
Fue miembro del Partido Popular Cristiano y se inicia en la política participando en las elecciones parlamentarias de 1990 como candidato a la Cámara de Diputados por el Frente Democrático en representación del departamento de Áncash. Carranza logró ser elegido para el periodo parlamentario 1990-1995.
El 5 de abril de 1992, su mandato fue disuelto debido al golpe de estado decretado por Alberto Fujimori. Luego de esta primera experiencia política, intentó sin éxito su reelección como parlamentario en las elecciones para el Congreso Constituyente de 1992 y luego en las elecciones de 1995 por el Partido Popular Cristiano.
Se pasó al partido Somos Perú donde postuló a la alcaldía de la provincia de Santa y luego al Congreso en las elecciones del año 2000. Luego estuvo afiliado al partido Perú Posible hasta el 2017 llegando a ocupar el cargo de Secretario Regional de Personeros en los años 2002 al 2003. Con este partido postuló al Gobierno Regional de Áncash en las elecciones regionales del 2002 y en las elecciones del 2010. También postuló nuevamente al Congreso elecciones parlamentarias del 2016.

### Alcalde de Nepeña
En las elecciones municipales del 2018, ganó la alcaldía del distrito de Nepeña por el Movimiento Independiente Río Caudaloso para el periodo municipal 2019-2022.
Se le cuestionó por haber cobrado S/ 5,900 más de gratificación de manera irregular. Otro de sus cuestionamientos fue sobre sus vínculos con el prófugo exjuez supremo César Hinostroza.
En noviembre del 2022, fue sentenciado a seis meses de pena suspendida y el pago de una reparación civil de 7,000 soles por el delito de falsedad genérica y luego en abril del 2023, fue condenado por designar como subgerente de Recursos Humanos a una persona que no contaba con los requisitos mínimos establecidos para dicho cargo. La sentencia fue de 50 días de multa.